# Phước Long Thọ
Phước Long Thọ là một xã thuộc huyện Long Đất, tỉnh Bà Rịa – Vũng Tàu, Việt Nam.

## Địa lý
Xã Phước Long Thọ có vị trí địa lý:
- Phía đông giáp xã Láng Dài
- Phía tây giáp thị trấn Đất Đỏ
- Phía nam giáp xã Phước Hội
- Phía bắc giáp xã Long Tân.

Xã Phước Long Thọ có diện tích 36,44 km², dân số năm 2017 là 3.126 người, mật độ dân số đạt 86 người/km².

## Hành chính
Xã Phước Long Thọ được chia thành 3 ấp: Phước Thới, Phước Sơn, Phước Trung.

## Lịch sử
Sau năm 1975, Phước Long Thọ là một xã thuộc huyện Long Đất.
Ngày 9 tháng 12 năm 2003, Chính phủ ban hành Nghị định số 152/2003/NĐ-CP về việc chia huyện Long Đất thành huyện Long Điền và huyện Đất Đỏ. Khi đó, xã Phước Long Thọ thuộc huyện Đất Đỏ.
Ngày 11 tháng 12 năm 2006, Chính phủ ban hành Nghị định số 149/2006/NĐ-CP về việc thành lập thị trấn Đất Đỏ – thị trấn huyện lỵ huyện Đất Đỏ trên cơ sở toàn bộ 1.173,39 ha diện tích tự nhiên và 7.212 người của xã Phước Thạnh; 1.041,05 ha diện tích tự nhiên và 12.550 người của xã Phước Long Thọ.
Sau khi điều chỉnh địa giới hành chính, xã Phước Long Thọ còn lại 3.644,40 ha diện tích tự nhiên và 1.793 người.
Ngày 24 tháng 10 năm 2024, Ủy ban Thường vụ Quốc hội ban hành Nghị quyết số 1256/NQ-UBTVQH15 về việc sắp xếp đơn vị hành chính cấp huyện, cấp xã của tỉnh Bà Rịa – Vũng Tàu giai đoạn 2023 – 2025 (nghị quyết có hiệu lực từ ngày 1 tháng 1 năm 2025). Theo đó, thành lập huyện Long Đất trên cơ sở huyện Long Điền và huyện Đất Đỏ. Khi đó, xã Phước Long Thọ thuộc huyện Long Đất.